# Perstorpsvägen

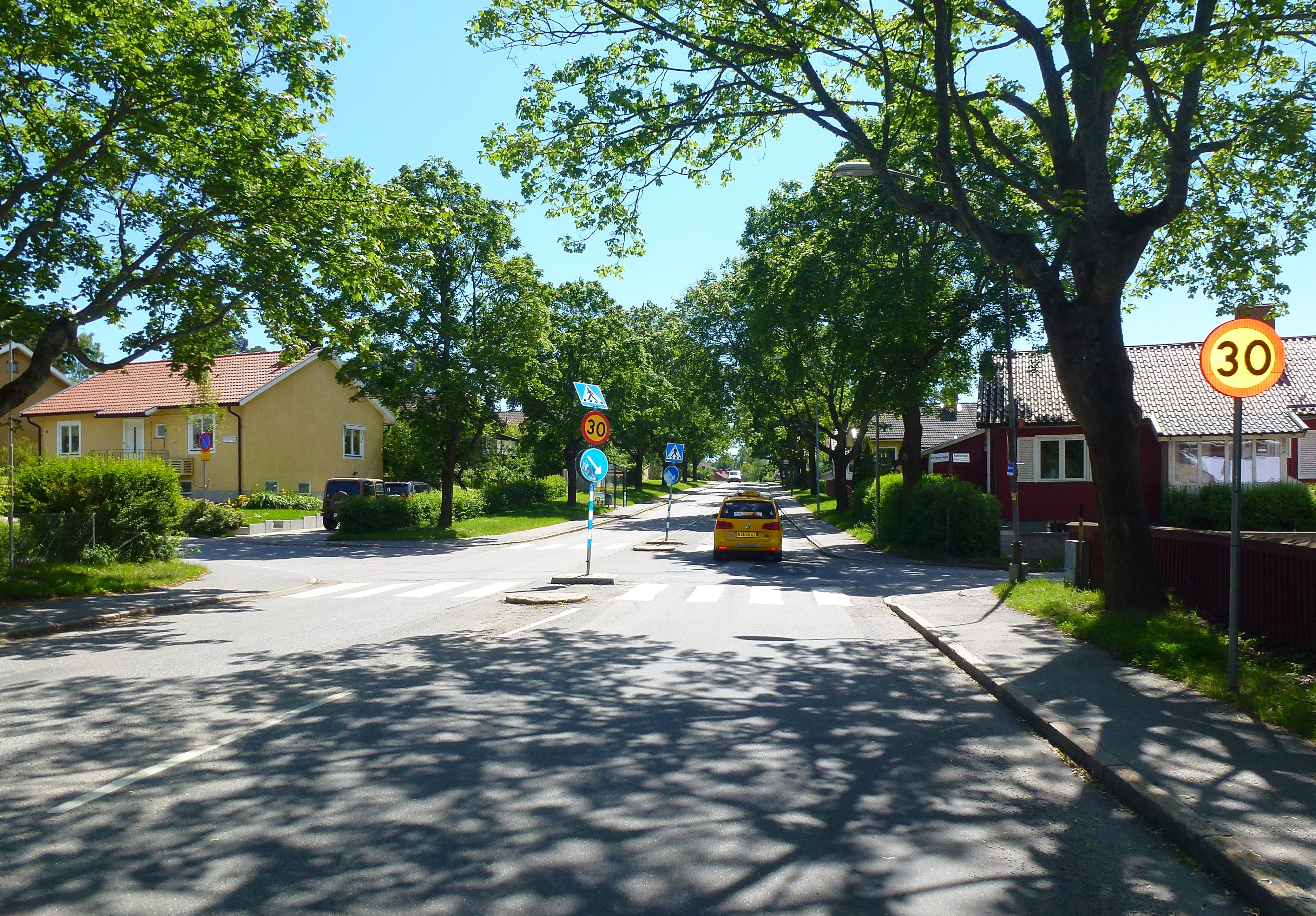
Perstorpsvägen i Sköndal, vy mot syd.

Perstorpsvägen är en gata i Söderort inom Stockholms kommun som sträcker sig genom Sköndal och Farsta. Gatan börjar i höjd med Tyresövägen i norr och slutar vid Magelungsvägen i söder.

## Historik

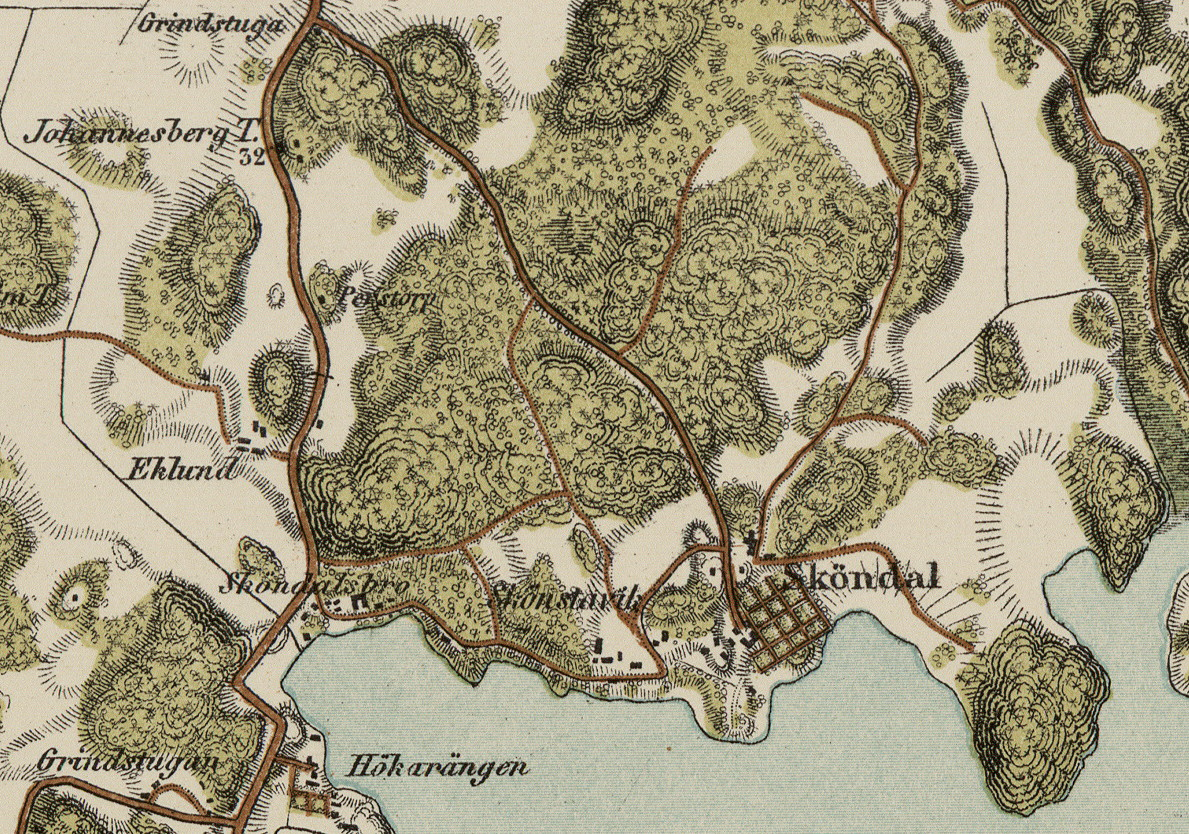
Stugan "Perstorp", karta från 1860-talet.

Perstorpsvägen är uppkallad efter backstugan "Perstorp" som var belägen vid landsvägen mot Dalarö i dagens Sköndal, ungefär där Sköndalsskolan ligger. Perstorp kallades även "Grädd-Pelles backstuga" och hörde till gården Skönstavik som i sin tur lydde under Stora Sköndal.
Dagens Perstorpsvägen följer ungefär den gamla sträckningen som Dalarövägen hade. En milsten som markerar 1/4 mil står fortfarande i korsningen Perstorpsvägen/Tårtvägen. En helmilsten stod i Farsta vid Perstorpsvägens bro över Forsån. Den stenen är nu försvunnen. Perstorpsvägen fick sitt nuvarande namn år 1948 i samband med stadsplaneringen av Sköndal.

## Byggnader och anläggningar längs Perstorpsvägen
- Sköndalsskolan
- Sköndalshallen
- Hökarängens gård
- Hökarängsbadet

## Bilder

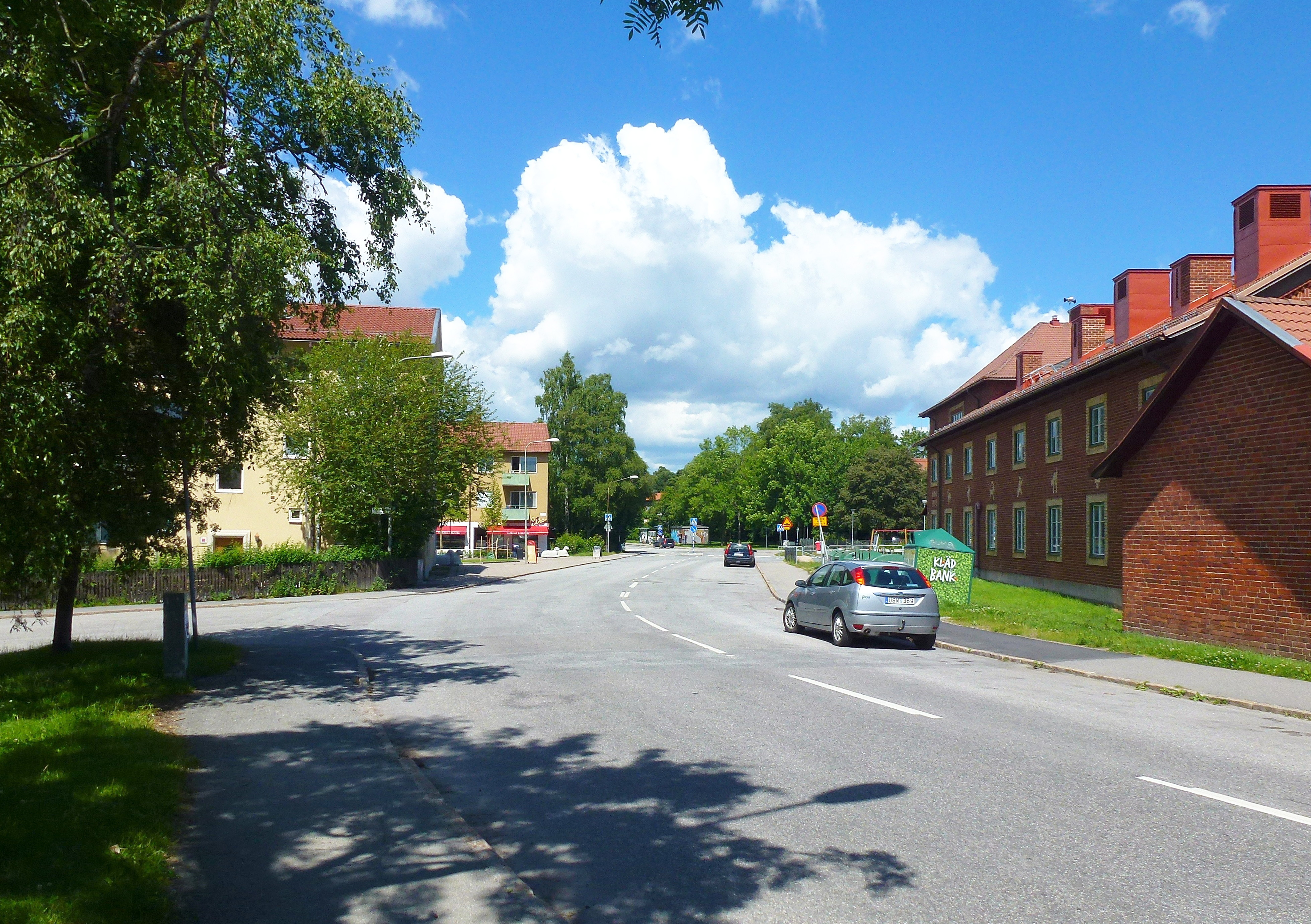
Perstorpsvägen vid Sköndalsskolan, vy mot norr
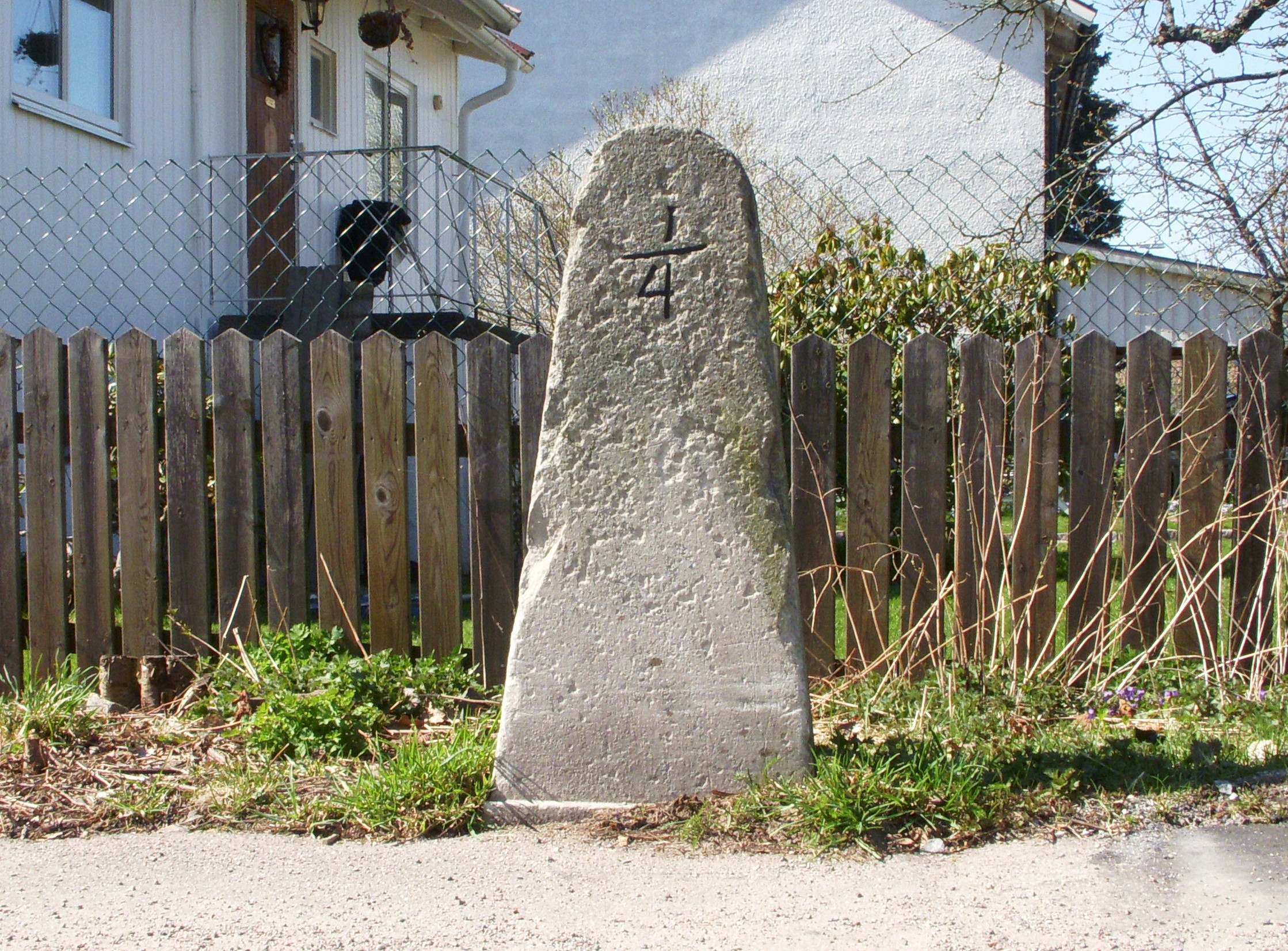
Milstenen vid korsningen Perstorpsvägen/Tårtvägen
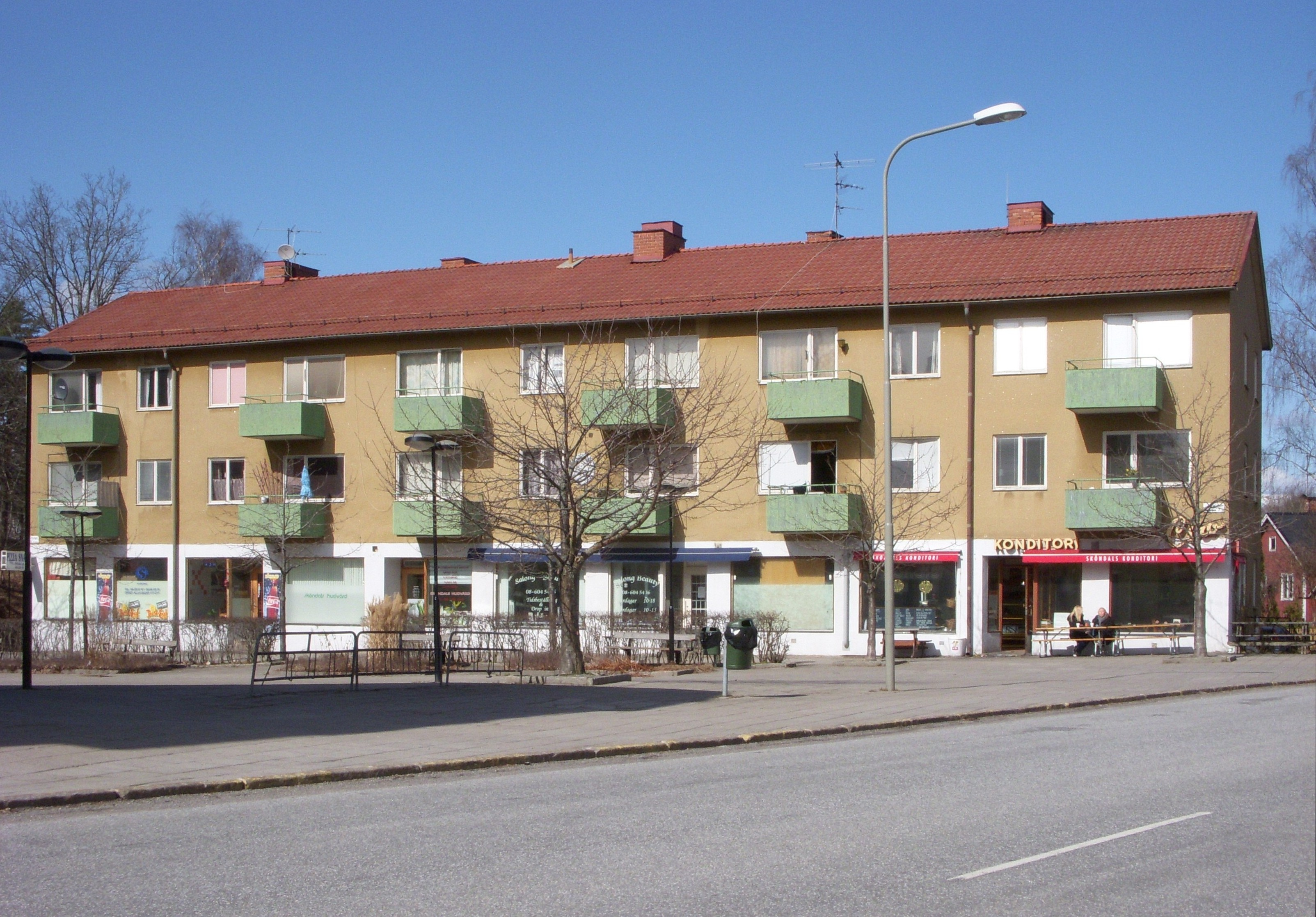
Perstorpsvägen vid centrumhuset från 1950-talet
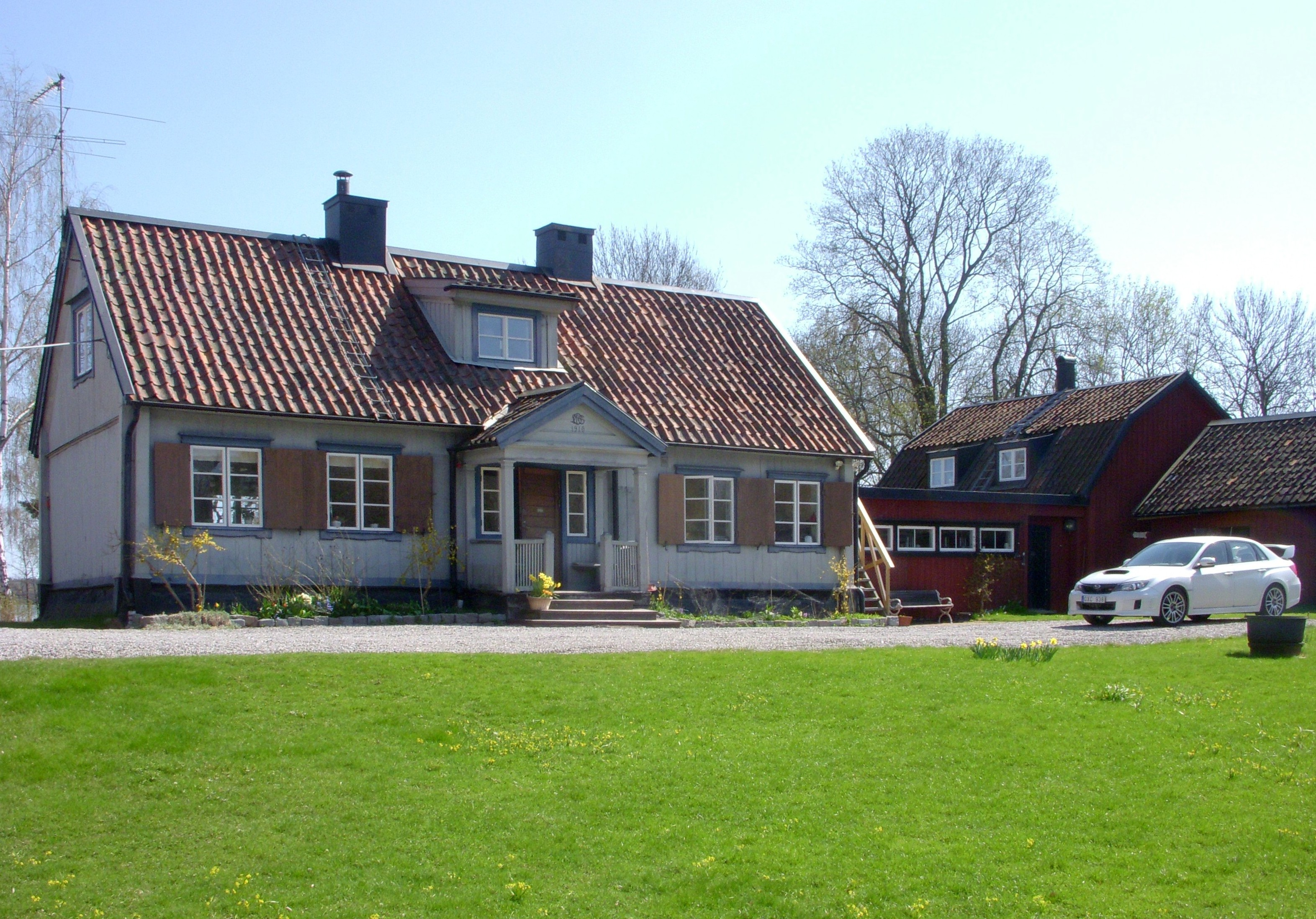
Hökarängens gård vid Perstorpsvägen